# The Last Sailors: The Final Days of Working Sail
The Last Sailors: The Final Days of Working Sail es una película del género documental de 1984, dirigida por Neil Hollander y Harald Mertes, musicalizada por Paul Hoffert, en la fotografía estuvo John Cressey, Ron Precious y John Tully, la protagoniza Orson Welles, que hace de narrador. El filme fue realizado por Adventure Film Productions, se estrenó el 9 de mayo de 1984.

## Sinopsis
Neil Hollander surcó en un velero de diez metros unas 25 000 millas, relacionándose y trabajando con aquellos individuos que aún se ganaban la vida utilizando veleros.